# Lukowitz (Adelsgeschlecht)

Wappen derer von Lukowitz-Newlin

Lukowitz oder Lukowicz, auch Sirwind Lukowitz bzw. Sirwind Lukowicz oder Lukowitz-Newlin bzw. Łukowicz-Newlin, ist der Name eines alten litauisch-pommerellischen Adelsgeschlechts.

## Ursprung
Die Familie von Lukowitz-Newlin stammt aus Litauen und soll ursprünglich den Namen Sirwind geführt haben. Als Herkunft wird der Ort Sirwinty in Litauen oder der Fluss Schirwindt angenommen. Von Hrehory Sirwind Lukowicz, Erbherr auf Zadziewo in Litauen, wurde der ursprüngliche Geschlechtsname noch zusammen mit dem neuen Beinamen Lukowitz geführt. Später wurde nur noch der Beiname Lukowitz beibehalten, während der eigentliche Geschlechtername Sirwind in Vergessenheit geriet.
Die Zugehörigkeit der Familie Sirwind Lukowicz zum alten polnischen Adel wurde vermutlich durch die Personalunion Litauens und Polens herbeigeführt, aus welcher Zeit auch wohl die Verleihung bzw. Annahme des polnischen Stammwappens Newlin datiert werden kann. In diesem Zuge hat die Familie auch den Titel Fürst abgelegt, da solche Adelstitel im polnischen Adel nicht vergeben worden sind.

## Wappen
Es wird angenommen, dass die Familie vor der Polonisierung des litauischen Adels ein lithauisches Wappen trug, bevor die von Lukowitz um die Mitte des 15. Jahrhunderts das polnische Wappen Newlin annahm.
Schild: In Blau ein senkrechter goldener Pfeil, in der Mitte mit einem goldenen Querstab belegt, unten rechts und links von je einem goldenen Stern begleitet. Helm: Auf dem gekrönten Helm ein links gekehrter schwarzer Adlerflügel, der von links nach rechts von einem silbernen Pfeil durchbohrt ist. Decken: blau und weiß.

## Bekannte Familienmitglieder
- Franz von Lukowicz (1722–1769), Mundschenk von Czernikau, Landrichter und Starost von Tuchel
- Joseph von Lukowitz (1748–1829), Westpreußischer Landschaftsdirektor
- Fabian von Lukowitz (1780–1846), preußischer Generalleutnant[1]